# セルローズ
セルローズ（1954年6月2日 - 1979年2月）は日本の競走馬、繁殖牝馬。

## 生涯
- 特記事項なき場合、本節の出典はJBISサーチ[2]

1954年6月2日に青森県にある益田牧場で生まれた。1つ上の全姉には、優駿牝馬優勝のフエアマンナがいる。
1956年11月23日、東京競馬場でデビュー。同年は朝日杯3歳ステークスでキタノヒカリの3着に入っている。
翌1957年の優駿牝馬ではミスオンワードの3着となり姉妹連覇は逃した。他にはクイーンステークスやカブトヤマ記念での2着がある。
1958年は最低人気でのダイヤモンドステークス2着や安田記念の3着があるものの重賞競走での勝利はなく天皇賞（秋）で、は9頭立ての6番人気だったが、本命のミスオンワードを抑えて優勝し、この年の啓衆社賞最優秀5歳以上牝馬に選ばれている。この年だけで23戦をこなす頑健な馬だった。翌1959年3月22日の目黒記念（春）を最後に引退、生涯戦績は50戦9勝だった。
繁殖入り後、1962年には初仔となるセルリオンが誕生している。1976年のシーズンを最後に用途変更になり、1979年2月に死亡した。

## 血統表
| セルローズの血統      | セルローズの血統                               | セルローズの血統      | （血統表の出典）            | （血統表の出典）  |
| 父 マルゼア 1941 栗毛 | 父の父*レヴユーオーダー Review Order 1923 栗毛 | Grand Parade          | Orby                        | Orby              |
| 父 マルゼア 1941 栗毛 | 父の父*レヴユーオーダー Review Order 1923 栗毛 | Grand Parade          | Grand Geraldine             |                   |
| 父 マルゼア 1941 栗毛 | 父の父*レヴユーオーダー Review Order 1923 栗毛 | Accurate              | Pericles                    | Pericles          |
| 父 マルゼア 1941 栗毛 | 父の父*レヴユーオーダー Review Order 1923 栗毛 | Accurate              | Accuracy                    |                   |
| 父 マルゼア 1941 栗毛 | 父の母*ゼア There 1925 栗毛                    | Over There            | Spermint                    | Spermint          |
| 父 マルゼア 1941 栗毛 | 父の母*ゼア There 1925 栗毛                    | Over There            | Summer Girl                 |                   |
| 父 マルゼア 1941 栗毛 | 父の母*ゼア There 1925 栗毛                    | *デツドインデアン     | Harmonicon                  | Harmonicon        |
| 父 マルゼア 1941 栗毛 | 父の母*ゼア There 1925 栗毛                    | *デツドインデアン     | Catacomb                    |                   |
| 母 トキツウミ         | 母の父*プリメロ Primero 1931 鹿毛              | Blandford             | Swynford                    | Swynford          |
| 母 トキツウミ         | 母の父*プリメロ Primero 1931 鹿毛              | Blandford             | Blanche                     |                   |
| 母 トキツウミ         | 母の父*プリメロ Primero 1931 鹿毛              | Athasi                | Farasi                      | Farasi            |
| 母 トキツウミ         | 母の父*プリメロ Primero 1931 鹿毛              | Athasi                | Athgreany                   |                   |
| 母 トキツウミ         | 母の母第五マンナ 1939 黒鹿毛                   | *シアンモア Shian Mor | Buchan                      | Buchan            |
| 母 トキツウミ         | 母の母第五マンナ 1939 黒鹿毛                   | *シアンモア Shian Mor | Orlass                      |                   |
| 母 トキツウミ         | 母の母第五マンナ 1939 黒鹿毛                   | マンナ                | *クラツクマンナン           | *クラツクマンナン |
| 母 トキツウミ         | 母の母第五マンナ 1939 黒鹿毛                   | マンナ                | 第三フラストレート F-No.1-b |                   |

- 父のマルゼアは、戦時中の能力検定競走で8戦3勝と言う良績とは程遠い成績に終わった。だが、引退後種牡馬となったマルゼアは、優駿牝馬を勝ったフエアマンナや天皇賞（春）の勝ち馬オンワードゼアやダイヤモンドステークスの勝ち馬ミネノスガタ等を輩出。当時冷遇されていた内国産種牡馬としては、優秀な成績を残している。
- 全兄に種牡馬となったタイヘイヨウ（1981年の帝王賞、東京大賞典を勝ったアズマキングの母父）、全姉に優駿牝馬優勝のフエアマンナ、半弟に阪神大賞典優勝のトキツヒロがいる。初仔セルリオンから繋がる曾孫に1981年の笠松の新緑賞の勝ち馬サンキヨウスーパー[4]、来孫に2009年東京ダービー優勝のサイレントスタメン （牡、2006 レギュラーメンバー）[5]がいる。
- 2代母の第五マンナの産駒には1947年の皐月賞と優駿牝馬を勝ったトキツカゼがおり、1984年顕彰馬に選出されている。トキツカゼの産駒にはオートキツ（日本ダービー）とオンワードゼア（天皇賞（春）・有馬記念）がいる。オンワードゼアとセルローズは極めて近い血統構成である。
- 3代母マンナ（競走馬名ロビンオー）は1932年の帝室御賞典勝ち馬。
- 5母フラストレートは小岩井農場の基礎輸入牝馬の一頭。